# San Francisco Totimehuacán
San Francisco Totimehuacán es una junta auxiliar del municipio de Puebla, en el estado mexicano de Puebla. Se localiza a 10 kilómetros al sur de la ciudad, al norte de la presa Manuel Ávila Camacho. El nombre Totimehuacán proviene del náhuatl. Se compone de tōtōtl, «ave»; -huacan, sufijo  locativo de abundancia: "Lugar en el que abundan las aves".

## Historia

### Época prehispánica
Totimehuacán tuvo sus antecedentes hacia el siglo VI a. C. por una cultura no identificada, conocida como los Tepalcayos (en honor al nombre de la zona arqueológica encontrada en el poblado, Tepalcayotl), mostrando influencias de Monte Albán y Guatemala en su cerámica. Ya para el siglo II a.C., esta civilización había desarrollado un sistema de irrigación, desarrollando una sociedad de carácter teocrático.
En el siglo VII, una tribu proveniente de Tabasco, los Olmeca-Xicalanca (no confundir con los olmecas clásicos) conquistaron la zona del Valle de Puebla, estableciendo su capital en la ciudad de Cholula. En el proceso, los pobladores fueron sometidos, entre ellos, los Tepalcayenses.
En 1174, el territorio anteriormente ocupado por los Olmecas-Xicalancas, fue repartido tras la conquista de Cholula por parte de los Toltecas-Chichimecas y sus aliados (entre ellos, una tribu denominada "totomihuacas"); los totomihuacas establecieron su capital en las faldas del cerro "El Chiquihuite", dándole el nombre de "Totimehuacan" ("Totime"; pájaros, y "Huacan"; lugar de).
Cabe destacar que entre los señoríos de Cholula, Totimehuacan, Tlaxcala y Cuautinchan, quedó una zona conocida como "Cuetlaxcoupan" con el status de "Terra Nullius", donde más tarde se fundaría la ciudad de Puebla.
La zona no caería bajo el control de los Mexicas hasta 1486, pues a pesar de que era muy común las guerras entre los señoríos de la zona, estos se aliaban cuando se trataba de una amenaza externas, siendo dicha alianza conformada por los señoríos de Huejotzingo, Cholula, Cuautinchan, Totomehuacan y Tlaxcala. Una vez que la zona se anexo al Imperio Mexica, los pobladores fueron obligados al pago de tributos.

### A que se dedicaban
La actividad principal de esta población era la siembra de maíz, calabaza, chile  y frijol, removían la tierra con un instrumento llamado huictli, la mayoría le llama coa, pero también la venta de son ollas de barro, sombreros de paja, comercio asi como ganaderia pero principalemente comercio, las personas que habitan ahi usualmente trabajan en la ciudad.

### La Conquista
Tras la llegada y conquista de los españoles, este territorio fue asignado a la encomienda de Alonso de Ávila y Benavides quien posteriormente la cedió a Alonso García Galeote y su familia en 1525, reteniéndola esta última por 90 años.
Las primeras misiones franciscanas llegarían al pueblo en 1530, rebautizando al pueblo como San Francisco Totimehuacán. Los templos a deidades mesoamericanas serían destruidos, y sus materiales reutilizados para construir templos católicos. realizándose la primera misa del pueblo en la capilla del barrio de San Juan.
Al formarse la jurisdicción de la ciudad de Puebla en 1531, Juan de Salmerón ordenó a los habitantes de Totimehuacán que cedieran tierras deshabitadas para el pastoreo de los colonos. Cabe destacar que Totimehuacán tendría un status "especial", conocido como "República indígena", con leyes, autoridades y autonomía propia dependiente de los indígenas, pero fiel a la Corona española.
El Capitán Alonso García Galeote recibió tributo por parte de los habitantes de Totimehuacán para asegurarse de que llevaran una vida cristiana; de ello se hicieron cargo los frailes franciscanos, quienes iniciaron la construcción de un convento entre los años 1560 y 1570. Puebla se estableció como la capital de la intendencia, pero Amozoc, Cuautinchan y Totimehuacán se separaron de esta jurisdicción convirtiéndose en subdelegaciones.
Para 1569 los franciscanos ya habían fundado una casa en San Francisco Totimehuacán y los Hermanos Terceros Franciscanos propusieron en 1614 la edificación de la capilla.

### Siglo XIX
La Junta Departamental decidió que Totimehuacán sería municipalidad de Puebla en 1837, y 24 años más tarde de acuerdo con la Constitución Política del Estado Libre y Soberano de Puebla. La municipalidad formó parte de Tecali de Herrera. Durante la década de 1920, en el marco de la reforma de la Ley Orgánica Municipal, Totimehuacán quedó consignado como un municipio más del estado de Puebla. No obstante fue suprimido por un decreto el 30 de octubre de 1962, en el que también quedaba asentado que se anexarían al municipio de Puebla, considerándolo como una junta auxiliar.

## Demografía

### Composición Interna
El principal poblado de la junta auxiliar es el de San Francisco Totimehuacán, el cual, está conformado por 8 barrios principales: San Juan, Santa Catarina, Guadalupe-Tlatelpa, La asunción, Los Reyes, San Miguel y Santa Clara; cada uno con su propia capilla y fiesta patronal.
Así mismo, la junta auxiliar cuenta con fraccionamientos: La Guadalupana, Santa Catarina II, San Patricio y Juan Pablo II.
Estos fraccionamientos anteriormente, haciendas eran de El Batán, San José Xilotzingo, Atototnilco, Chapulco y Coatepec, todos ya absorbidos por la mancha urbana de la Ciudad de Puebla de Zaragoza.

## Turismo

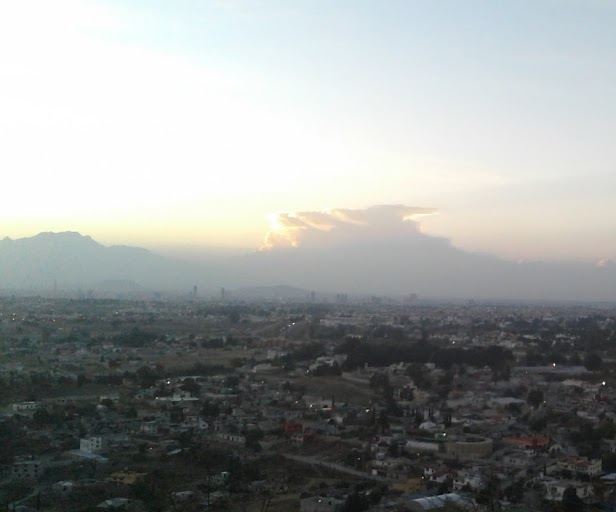
Vista de la Ciudad de Puebla desde el cerro del Chiquihuite.

San Francisco Totimehuacán cuenta con varios destinos turísticos. Las pirámides del Tepalcayo datan del siglo VII u VIII AP; aparentan ser lomas naturales y se encuentran sobre el periférico ecológico. El complejo originalmenet contaba con 6 estructuras, pero una de estas fue derrumbada a finales del siglo XX para la construcción de lotes. Actualmente, la zona se encuentra en un estado de abandono, afectada principalmente por el crecimiento de la mancha urbana y la basura arrojada por los transeúntes.
Otro punto de interés es el cerro de Chiquihuite, desde cuya cumbre se puede ver todo el valle de Puebla. En la cima de este, se encuentra una figura de Cristo Redentor construida por el barrio de Santa Clara, cuya construcción llevó alrededor de 20 años debido a retrasos de la obra y desacuerdos entre los vecinos.

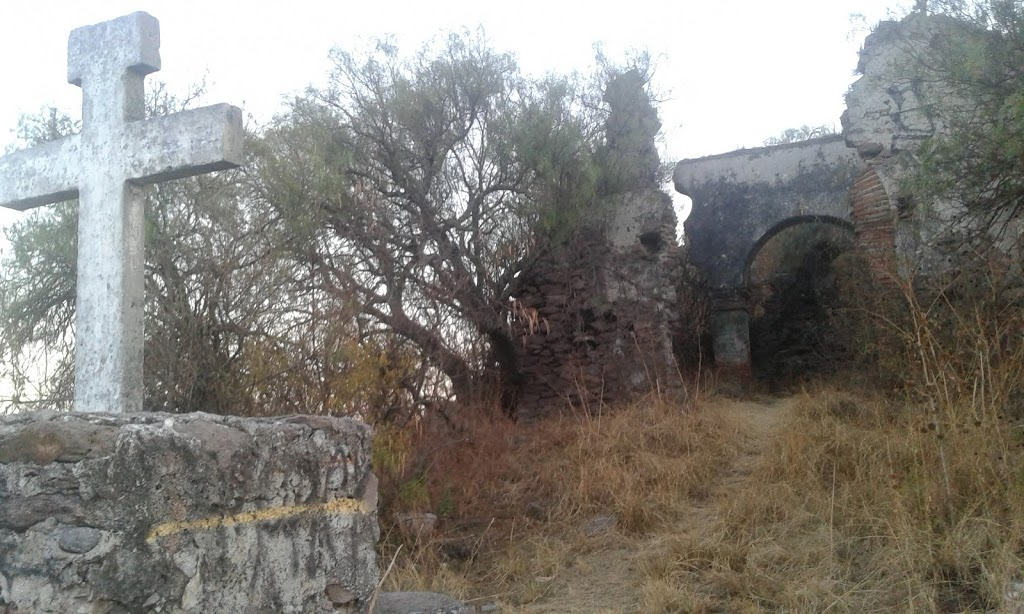
Antigua Capilla de Santa Clara.

También está la antigua Capilla del barrio de Santa Clara, construida en el siglo XVII. El barrio tenía dificultades para trasladarse  a esta debido a su ubicación en el cerro del Chiquihuite, por lo que el barrio optó por construir una más moderna y accesible a finales del siglo XVIII, abandonado la anterior. Actualmente, aún quedán algunos restos de la capilla 
El ex convento de San Francisco, que data del siglo XVI.
La fiesta patronal se lleva a cabo el día de San Francisco, el 4 de octubre. Se llevan a cabo jaripeos, quema de fuegos artificiales, entre otras cosas.

## Economía
La principal actividad económica es la agricultura. El clima es ideal para la siembra de distintos vegetales como el maíz, el nopal y la caña de azúcar.